# ロックオペラ モーツァルト
『ロックオペラ モーツァルト』（原題:Mozart, l'opéra rock）はフランスのミュージカル。ロック・オペラ。2009年9月22日にパリで初演。

## 曲目

### 第一幕
- Overture
- Penser l'impossible（レオポルト、ナンネル）
- La chanson de l'aubergiste（The Innkeeper）
- Le Trublion（ヴォルフガング・アマデウス・モーツァルト）
- Bim bam boum（アロイジア）
- Ah! Vous dirais-je maman（コンスタンツェ）
- Six pieds sous terre（コンスタンツェ、アロイジア）
- J'accuse mon père（レオポルト
- Tatoue-moi（ヴォルフガング・アマデウス・モーツァルト）
- La procession（instrumental）
- La mascarade（instrumental）
- Je dors sur des roses（ヴォルフガング・アマデウス・モーツァルト）

### 第二幕
- Comédie-tragédie（The Clown）
- Place je passe（ヴォルフガング・アマデウス・モーツァルト）
- Si je défaille（コンスタンツェ）
- Le bien qui fait mal（アントニオ・サリエリ）
- Les solos sous les draps（コンスタンツェ、ナンネル、レオポルト）
- L'assasymphonie（アントニオ・サリエリ）
- Dors mon ange（ナンネル）
- Victime de ma victoire（アントニオ・サリエリ）
- Vivre à en crever（ヴォルフガング・アマデウス・モーツァルト、アントニオ・サリエリ）
- C'est bientôt la fin（全キャスト）

## 登場人物
- ヴォルフガング・アマデウス・モーツァルト：主人公。
- アントニオ・サリエリ：モーツァルトのライバル
- コンスタンツェ：モーツァルトの妻
- レオポルト：モーツァルトの父
- アンナ・マリア・モーツァルト：モーツァルトの母
- ナンネール：モーツァルトの姉
- セシリア・ヴェーバー：アロイジアとコンスタンツェの母
- アロイジア・ウェーバー：コンスタンツェの姉
- フリードリン・ウェーバー：アロイジアとコンスタンツェの父
- ヨゼーファ・ヴェーバー：アロイジアとコンスタンツェの姉
- ゾフィー・ヴェーバー：アロイジアとコンスタンツェの妹
- ヨゼーフ2世：オーストリア皇帝
- コロレド大司教：ザルツブルクの大司教
- ロレンツォ・ダ・ポンテ
- 歌姫：ソプラノ歌手
- ローゼンベルク伯爵：宮廷オペラ劇場支配人

## 日本版公演

### 2013年版
山本耕史と中川晃教がモーツァルトとサリエリを交互に演じ、それぞれ「インディゴバージョン」「レッドバージョン」とされた。サリエリにも光を当て、モーツァルトとの対比をより強く描く。ネルケプランニング制作、演出はフィリップ・マッキンリー。

#### 公演日程
- 2013年2月11日〜2月17日： 東急シアターオーブ（2013年2月9日、2月10日プレビュー公演）
- 2013年2月22日〜2月24日： 梅田芸術劇場

#### スタッフ
- 演出：フィリップ・マッキンリー
- 上演台本：吉川徹
- 音楽監督：前嶋康明
- 振付&ダンスプレイスメント：TETSUHARU
- 美術：松井るみ
- 音響：山本浩一
- 衣装：有村淳

#### キャスト
- ヴォルフガング・アマデウス・モーツァルト：山本耕史／中川晃教
- アントニオ・サリエリ：山本耕史／中川晃教
- コンスタンツェ：秋元才加
- 酒場の主人／運命：鶴見辰吾
- セシリア・ヴェーバー：キムラ緑子
- レオポルド・モーツァルト：高橋ジョージ
- ナンネール・モーツァルト：菊地美香
- アロイジア・ヴェーバー：AKANE LIV
- フリードン・ヴェーバー／ヨゼーフ2世：酒井敏也
- コロレド大司教／後見人：コング桑田
- ローゼンベルク伯爵: 湯澤幸一郎
- アンナ・マリア・モーツァルト：北村岳子
- 歌姫：北原瑠美
- ダ・ポンテ：上山竜司
- ヨゼーファ・ヴェーバー：栗山絵美
- ゾフィー・ヴェーバー：平田小百合

### 2019年版
宝塚歌劇団星組で上演。礼真琴・舞空瞳トップコンビのお披露目公演となる。演出は石田昌也。

#### 公演日程
- 2019年11月20日～11月27日：梅田芸術劇場メインホール
- 2019年12月3日～12月15日：東京建物Brillia HALL（豊島区立文化芸術劇場）

#### スタッフ
- 潤色・演出：石田昌也
- 音楽監督・編曲：玉麻尚一
- 振付：平沢智、AYAKO、百花沙里
- 衣装：有村淳
- 音響：山本浩一
- 演出補：生田大和

#### キャスト
- ヴォルフガング・アマデウス・モーツァルト：礼真琴
- コンスタンツェ：舞空瞳
- アントニオ・サリエリ：凪七瑠海 ※専科所属
- レオポルド・モーツァルト：悠真倫 ※専科所属
- アンナ・マリア・モーツァルト：万里柚美
- オランジュ皇妃：白妙なつ
- セシリア・ヴェーバー：音波みのり
- コロレド大司教：輝咲玲央
- マダム・カヴァリエリ：夢妃杏瑠
- フリードリン・ヴェーバー：漣レイラ
- ヨーゼフ2世：ひろ香祐
- ヨーゼファ・ヴェーバー：音咲いつき
- ローゼンベルグ伯爵：紫藤りゅう
- ランゲ：朝水りょう
- 後見人：桃堂純
- ダ・ポンテ：彩葉玲央
- ゴットリープ：夕渚りょう
- アロイジア・ヴェーバー：小桜ほのか
- ナンネール・モーツァルト：桜庭舞
- ジュースマイヤ：極美慎
- ゾフィー・ヴェーバー：星蘭ひとみ

## 受賞
NRJミュージックアワード:
- Group / Duo / French Cast of the Year
- French Discovery of the Year - フローレン・モス
- French Song of the Year - 「L'assasymphonie」